# Amadou Dème
Pour les articles homonymes, voir Dème.
Ahmadou Dème, souvent nommé El Hadji Amadou Dème (ou Cheikh El Hadji amadou DEME), (né vers 1890 à Mankano (ou Mankanoba) en Casamance au Sénégal - 1973 à Sokone au Sénégal) était un chercheur, exploitant agricole, écrivain, imam et un dignitaire musulman sénégalais.

## Biographie
Son père, Mamadou Lamine Bara Dème, un  toucouleur et un "faqih" qui faisait du commerce, et d'Aminata Bana Diallo   
Après la mort de son père alors qu'il avait 5 ans, il étudia le Coran. Il s’adonna entièrement à l’enseignement du Coran et à la pratique de la religion. Il s’exprimait et enseignait en sept (7) langues parmi lesquelles l’arabe, le pulaar, le mandingue, le wolof, le diola et le sérère. Il reçut plusieurs distinctions honorifiques du Sénégal : chevalier et commandeur de l’Ordre National. 
En 1922, il fit le pèlerinage à la Mecque, qui sera l'objet d'un livre qu'il a lui même écrit en relatant les importantes rencontres, les localités par lesquelles il est passé à l'aller comme au retour.  
Il entreprit le projet de commentaire (exégèse) du Coran et consacra ses moyens et son temps à cette mission de 1938 à 1959. 
Il est l'auteur d'environ vingt ouvrages sur l'islam dont « Dyahou Nayirayni » (L'Éclat du Soleil et de la Lune ou encore La Lumière des deux Lumières), une exégèse du Coran en 20 volumes réalisé en vingt ans ; cette œuvre réconcilie les commentaires antérieurs (Tabari, Tantawi, Naysaburi, Ibn Abass, Khurtubi, Baydawi, Rukhul Bayan, Jalalayni, Ibn Kassir, etc.), et inventorie l’ensemble des opinions des jurisconsultes (Mâlik ibn Anas, Ash-Shâfi'î, Ahmad Ibn Hanbal), sur les questions les plus controversées dans la religion islamique. 
Il y explicite plusieurs thématiques et traite aussi plusieurs domaines dont la Médecine, la Chimie, l'Astronomie, l'Histoire, la Littérature, la Grammaire, la Métallurgie, etc.
Cheikh El Hadji Amadou Dème a eu plusieurs fils et filles dont les plus connus sont : Mamadou Amadou Dème, Cheikh Ahmet Tidiane Dème, Abdou Salam Dème, Abdou Rahmane Dème et Ousmane Dème.
Il meurt le 10 décembre 1973 et fut enterré à l’ouest de la mosquée de Sokone. De plus, cette dernière porte son nom et qui fut classée monument historique par le gouvernement sénégalais.